# Kanton La Vallée-du-Sausseron
Kanton La Vallée-du-Sausseron (fr. Canton de la Vallée-du-Sausseron) byl francouzský kanton v departementu Val-d'Oise v regionu Île-de-France. Tvořilo ho 12 obcí. Zrušen byl po reformě kantonů 2014.

## Obce kantonu
- Auvers-sur-Oise
- Butry-sur-Oise
- Ennery
- Frouville
- Génicourt
- Hédouville
- Hérouville
- Labbeville
- Livilliers
- Nesles-la-Vallée
- Vallangoujard
- Valmondois